# Gran Vedretta
La Gran Vedretta (in tedesco Hochfernerspitze o anche Hochferner) 3 470 m s.l.m. è una delle montagne più elevate delle Alpi dei Tauri occidentali, nelle Alpi orientali. La vetta si trova in territorio italiano, più precisamente in cima alla Val di Vizze (provincia di Bolzano). 
Il confine con l'Austria (Tirolo) si trova circa 500 m a nordest dalla vetta su un crinale secondario.